# Atletik under sommer-OL 2024 - 4×100 meter stafetløb (damer)
Kvindernes 4x100 meter stafet ved Sommer-OL 2024 i Paris, Frankrig, blev afholdt den 5. og 10. august 2021 på Stade de France. Der var 16 stafethold, hvor hvert hold havde 5 medlemmer, hvoraf 4 blev valgt i hver runde.

## Resultater

### Runde 1
Runde 1 blev afviklet 8. august fra. kl. 11:10 (UTC+2).

#### Heat 1
| Placering | Bane | Nation          | Udøvere                                                                         | Reaktion | Tid   | Noter            |
| --------- | ---- | --------------- | ------------------------------------------------------------------------------- | -------- | ----- | ---------------- |
| 1         | 6    | USA             | Melissa Jefferson, Twanisha Terry, Gabrielle Thomas, Sha'Carri Richardson       | 0.144    | 41.94 | Skabelon:AthAbbr |
| 2         | 7    | Tyskland        | Sophia Junk, Lisa Mayer, Gina Lückenkemper, Rebekka Haase                       | 0.152    | 42.15 | Q, SB            |
| 3         | 2    | Schweiz         | Salomé Kora, Sarah Atcho-Jaquier, Léonie Pointet, Mujinga Kambundji             | 0.133    | 42.38 | Q; SB            |
| 4         | 5    | Australien      | Ella Connolly, Bree Masters, Kristie Edwards, Torrie Lewis                      | 0.153    | 42.75 |                  |
| 5         | 8    | Polen           | Magdalena Niemczyk, Krystsina Tsimanouskaya, Magdalena Stefanowicz, Ewa Swoboda | 0.156    | 42.86 |                  |
| 6         | 4    | Italien         | Zaynab Dosso, Dalia Kaddari, Irene Siragusa, Arianna De Masi                    | 0.159    | 43.03 |                  |
|           | 3    | Belgien         | Rani Vincke, Rani Rosius, Elise Mehuys, Delphine Nkansa                         | 0.137    | DQ    |                  |
|           | 9    | Elfenbenskysten | Murielle Ahouré-Demps, Jessika Gbai, Maboundou Koné, Marie Josée Ta Lou-Smith   | 0.153    | DQ    |                  |

#### Heat 2
| Placering | Bane | Nation             | Udøvere                                                                   | Reaktion | Tid   | Noter                              |
| --------- | ---- | ------------------ | ------------------------------------------------------------------------- | -------- | ----- | ---------------------------------- |
| 1         | 7    | Storbritannien     | Bianca Williams, Imani Lansiquot, Amy Hunt, Desiree Henry                 | 0.173    | 42.03 | Skabelon:AthAbbr                   |
| 2         | 6    | Frankrig           | Orlann Oliere, Gémima Joseph, Hélène Parisot, Chloé Galet                 | 0.163    | 42.13 | Skabelon:AthAbbr                   |
| 3         | 9    | Jamaica            | Alana Reid, Kemba Nelson, Shashalee Forbes, Tia Clayton                   | 0.164    | 42.35 | Skabelon:AthAbbr, Skabelon:AthAbbr |
| 4         | 8    | Canada             | Sade McCreath, Jacqueline Madogo, Marie-Éloïse Leclair, Audrey Leduc      | 0.140    | 42.50 | q, NR                              |
| 5         | 5    | Holland            | Isabel van den Berg, Marije van Hunenstijn, Minke Bisschops, Tasa Jiya    | 0.157    | 42.64 | q                                  |
| 6         | 4    | Nigeria            | Justina Tiana Eyakpobeyan, Favour Ofili, Rosemary Chukwuma, Tima Godbless | 0.168    | 42.70 | SB                                 |
| 7         | 3    | Spanien            | Sonia Molina-Prados, Jaël Bestué, Paula Sevilla, María Isabel Pérez       | 0.183    | 42.77 | SB                                 |
| 8         | 2    | Trinidad og Tobago | Akilah Lewis, Sole Frederick, Sanaa Frederick, Leah Bertrand              | 0.156    | 43.99 |                                    |

### Finale
Finalen blev afviklet 9. august kl. 19:30 (UTC+2) in the evening.
| Placering                        | Bane | Nation         | Udøvere                                                                   | Reaktion | Tid   | Noter |
| -------------------------------- | ---- | -------------- | ------------------------------------------------------------------------- | -------- | ----- | ----- |
| 1                                | 5    | USA            | Melissa Jefferson, Twanisha Terry, Gabrielle Thomas, Sha'Carri Richardson | 0.155    | 41.78 | SB    |
| 2. plads, sølvmedaljemodtager(e) | 8    | Storbritannien | Dina Asher-Smith, Imani-Lara Lansiquot, Amy Hunt, Daryll Neita            | 0.177    | 41.85 |       |
| 3                                | 7    | Tyskland       | Alexandra Burghardt, Lisa Mayer, Gina Lückenkemper, Rebekka Haase         | 0.166    | 41.97 | SB    |
| 4                                | 6    | Frankrig       | Orlann Oliere, Gémima Joseph, Hélène Parisot, Chloé Galet                 | 0.156    | 42.23 |       |
| 5                                | 4    | Jamaica        | Alana Reid, Kemba Nelson, Shashalee Forbes, Tia Clayton                   | 0.143    | 42.29 | SB    |
| 6                                | 3    | Canada         | Sade McCreath, Jacqueline Madogo, Marie-Éloïse Leclair, Audrey Leduc      | 0.129    | 42.69 |       |
| 7                                | 2    | Holland        | Isabel van den Berg, Marije van Hunenstijn, Minke Bisschops, Tasa Jiya    | 0.144    | 42.74 |       |
|                                  | 9    | Schweiz        | Salomé Kora, Sarah Atcho-Jaquier, Léonie Pointet, Mujinga Kambundji       | 0.134    | DQ    |       |